# Декларація про права осіб з інвалідністю
Декларація про права осіб з інвалідністю — міжнародна декларація, яка є фундаментальною у сфері забезпечення прав та гарантій людей з обмеженими можливостями. Ухвалена резолюцією 3447 (XXX) від 	5 грудня 1975 року на 30-й сесії Генеральної Асамблеї Організації Об'єднаних Націй. Відповідно до положень декларації у 2007 році ухвалена Конвенція про права осіб з інвалідністю, яка стала відправним документом для законодавчого закріплення інклюзивної політики та практики на державних рівнях.

## Положення
У Декларації міститься тринадцять різних положень:
1. Визначення терміна «особа з інвалідністю»: "— це будь-яка особа, нездатна самостійно забезпечити, повністю чи частково, потреби нормального індивідуального та/або суспільного життя внаслідок нестачі, вродженої чи ні, у її чи її фізичних, чи розумових здібностях".
2. Твердження, що ці права застосовні до всіх осіб з інвалідністю «без будь-яких винятків і без відмінності чи дискримінації за ознакою раси, кольору шкіри, статі, мови, релігії, політичних чи інших поглядів, національного чи соціального походження, добробуту, народження чи якихось або інших ситуацій, які стосуються або самої людини з інвалідністю, або його сім'ї».
3. Право на повагу людської гідності.
4. Право на такі ж громадянські та політичні права, що й в інших людей.
5. Право на заходи, створені задля самозабезпеченості.
6. Право на медичне, психологічне та функціональне лікування в міру потреби.
7. Право на економічне та соціальне забезпечення, включаючи право на працю.
8. Право на врахування особливих потреб на всіх етапах економічного та соціального планування.
9. Право жити зі своїми сім'ями чи з прийомними батьками та брати участь у всіх соціальних, творчих чи розважальних заходах.
10. Право на захист від експлуатації, дискримінації та насильства.
11. Право на кваліфіковану юридичну допомогу.
12. Право консультуватись з організаціями з питань осіб з інвалідністю.
13. Право на отримання повної інформації про права, проголошені у Декларації.